# Станіслав Тарновський (староста)
Станіслав Ян Тарновський гербу Леліва (пол. Stanisław Jan Tarnowski; бл. 1541 — 1618) — польський шляхтич, граф на Тарнові, військовик та урядник Речі Посполитої.

## Життєпис
Народився близько (перед) 1541 року. Найстарший син коронного мечника Яна Станіслава Спитка Тарновського та його дружини Барбари Джевіцької гербу Цьолек. Замолоду перебував у Франції, Німеччині, Італії, Іспанії. Після втечі короля Генріха Валуа підтримував проавстрійську кандидатуру, однак після обрання королем Стефана Баторія перейшов на його сторону. Невдовзі вирушив під Гданськ, потім брав участь у війні з Московією (зокрема, воював під Островом). Брав участь у сутичці проти татарів під Оринином на чолі свого полку. Уряди (посади): бецький, буський і стобницький староста, чехівський, радомський та сандомирський каштелян, коронний мечник. Помер 1618 року, був похований у Вєловсі.

## Сім'я
Дружина — Зофія Оцєська (пол. Zofia Ocieska), донька коронного канцлера Яна Оцеського. Діти:
- Ґабріель — посол смейму 1611 року; дружиною була Катажина Варшицька[6]
- Ян
- Станіслав
- Йоахім — воєвода парнавський, венденський, дідич Обухова
- Міхал Станіслав
- Барбара — дружина канцлера Яна Саріуша, мати Томаша Замойських
- Зофія — дружина хмільницького старсти Пренцлава Лянцкороньського (†1612), Яна Кароля Станіславського
- Ядвіґа — дружина Брацлавського воєводи Якуба Потоцького.